# Відволікання (шахи)
Відволікання фігури — тактичний прийом в шахах, коли фігура, що змушена перейти на інше поле, перестає виконувати які-небудь важливі функції (наприклад, з захисту іншої фігури, поля або лінії). Відволікання часто здійснюють за допомогою жертви.
|   | a | b | c | d | e | f | g | h |   |
| 8 | a8 чорна тура · g8 чорний король · a7 чорний пішак · b7 чорний пішак · c7 чорний пішак · d7 чорний слон · f7 чорна тура · g7 чорний пішак · h7 чорний пішак · b6 чорний слон · d6 чорний пішак · d5 білий пішак · h5 чорний ферзь · e4 білий кінь · c3 білий ферзь · f3 білий пішак · a2 білий пішак · b2 білий слон · f2 білий пішак · h2 білий пішак · a1 біла тура · g1 біла тура · h1 білий король | a8 чорна тура · g8 чорний король · a7 чорний пішак · b7 чорний пішак · c7 чорний пішак · d7 чорний слон · f7 чорна тура · g7 чорний пішак · h7 чорний пішак · b6 чорний слон · d6 чорний пішак · d5 білий пішак · h5 чорний ферзь · e4 білий кінь · c3 білий ферзь · f3 білий пішак · a2 білий пішак · b2 білий слон · f2 білий пішак · h2 білий пішак · a1 біла тура · g1 біла тура · h1 білий король | a8 чорна тура · g8 чорний король · a7 чорний пішак · b7 чорний пішак · c7 чорний пішак · d7 чорний слон · f7 чорна тура · g7 чорний пішак · h7 чорний пішак · b6 чорний слон · d6 чорний пішак · d5 білий пішак · h5 чорний ферзь · e4 білий кінь · c3 білий ферзь · f3 білий пішак · a2 білий пішак · b2 білий слон · f2 білий пішак · h2 білий пішак · a1 біла тура · g1 біла тура · h1 білий король | a8 чорна тура · g8 чорний король · a7 чорний пішак · b7 чорний пішак · c7 чорний пішак · d7 чорний слон · f7 чорна тура · g7 чорний пішак · h7 чорний пішак · b6 чорний слон · d6 чорний пішак · d5 білий пішак · h5 чорний ферзь · e4 білий кінь · c3 білий ферзь · f3 білий пішак · a2 білий пішак · b2 білий слон · f2 білий пішак · h2 білий пішак · a1 біла тура · g1 біла тура · h1 білий король | a8 чорна тура · g8 чорний король · a7 чорний пішак · b7 чорний пішак · c7 чорний пішак · d7 чорний слон · f7 чорна тура · g7 чорний пішак · h7 чорний пішак · b6 чорний слон · d6 чорний пішак · d5 білий пішак · h5 чорний ферзь · e4 білий кінь · c3 білий ферзь · f3 білий пішак · a2 білий пішак · b2 білий слон · f2 білий пішак · h2 білий пішак · a1 біла тура · g1 біла тура · h1 білий король | a8 чорна тура · g8 чорний король · a7 чорний пішак · b7 чорний пішак · c7 чорний пішак · d7 чорний слон · f7 чорна тура · g7 чорний пішак · h7 чорний пішак · b6 чорний слон · d6 чорний пішак · d5 білий пішак · h5 чорний ферзь · e4 білий кінь · c3 білий ферзь · f3 білий пішак · a2 білий пішак · b2 білий слон · f2 білий пішак · h2 білий пішак · a1 біла тура · g1 біла тура · h1 білий король | a8 чорна тура · g8 чорний король · a7 чорний пішак · b7 чорний пішак · c7 чорний пішак · d7 чорний слон · f7 чорна тура · g7 чорний пішак · h7 чорний пішак · b6 чорний слон · d6 чорний пішак · d5 білий пішак · h5 чорний ферзь · e4 білий кінь · c3 білий ферзь · f3 білий пішак · a2 білий пішак · b2 білий слон · f2 білий пішак · h2 білий пішак · a1 біла тура · g1 біла тура · h1 білий король | a8 чорна тура · g8 чорний король · a7 чорний пішак · b7 чорний пішак · c7 чорний пішак · d7 чорний слон · f7 чорна тура · g7 чорний пішак · h7 чорний пішак · b6 чорний слон · d6 чорний пішак · d5 білий пішак · h5 чорний ферзь · e4 білий кінь · c3 білий ферзь · f3 білий пішак · a2 білий пішак · b2 білий слон · f2 білий пішак · h2 білий пішак · a1 біла тура · g1 біла тура · h1 білий король | 8 |
| 7 | a8 чорна тура · g8 чорний король · a7 чорний пішак · b7 чорний пішак · c7 чорний пішак · d7 чорний слон · f7 чорна тура · g7 чорний пішак · h7 чорний пішак · b6 чорний слон · d6 чорний пішак · d5 білий пішак · h5 чорний ферзь · e4 білий кінь · c3 білий ферзь · f3 білий пішак · a2 білий пішак · b2 білий слон · f2 білий пішак · h2 білий пішак · a1 біла тура · g1 біла тура · h1 білий король | a8 чорна тура · g8 чорний король · a7 чорний пішак · b7 чорний пішак · c7 чорний пішак · d7 чорний слон · f7 чорна тура · g7 чорний пішак · h7 чорний пішак · b6 чорний слон · d6 чорний пішак · d5 білий пішак · h5 чорний ферзь · e4 білий кінь · c3 білий ферзь · f3 білий пішак · a2 білий пішак · b2 білий слон · f2 білий пішак · h2 білий пішак · a1 біла тура · g1 біла тура · h1 білий король | a8 чорна тура · g8 чорний король · a7 чорний пішак · b7 чорний пішак · c7 чорний пішак · d7 чорний слон · f7 чорна тура · g7 чорний пішак · h7 чорний пішак · b6 чорний слон · d6 чорний пішак · d5 білий пішак · h5 чорний ферзь · e4 білий кінь · c3 білий ферзь · f3 білий пішак · a2 білий пішак · b2 білий слон · f2 білий пішак · h2 білий пішак · a1 біла тура · g1 біла тура · h1 білий король | a8 чорна тура · g8 чорний король · a7 чорний пішак · b7 чорний пішак · c7 чорний пішак · d7 чорний слон · f7 чорна тура · g7 чорний пішак · h7 чорний пішак · b6 чорний слон · d6 чорний пішак · d5 білий пішак · h5 чорний ферзь · e4 білий кінь · c3 білий ферзь · f3 білий пішак · a2 білий пішак · b2 білий слон · f2 білий пішак · h2 білий пішак · a1 біла тура · g1 біла тура · h1 білий король | a8 чорна тура · g8 чорний король · a7 чорний пішак · b7 чорний пішак · c7 чорний пішак · d7 чорний слон · f7 чорна тура · g7 чорний пішак · h7 чорний пішак · b6 чорний слон · d6 чорний пішак · d5 білий пішак · h5 чорний ферзь · e4 білий кінь · c3 білий ферзь · f3 білий пішак · a2 білий пішак · b2 білий слон · f2 білий пішак · h2 білий пішак · a1 біла тура · g1 біла тура · h1 білий король | a8 чорна тура · g8 чорний король · a7 чорний пішак · b7 чорний пішак · c7 чорний пішак · d7 чорний слон · f7 чорна тура · g7 чорний пішак · h7 чорний пішак · b6 чорний слон · d6 чорний пішак · d5 білий пішак · h5 чорний ферзь · e4 білий кінь · c3 білий ферзь · f3 білий пішак · a2 білий пішак · b2 білий слон · f2 білий пішак · h2 білий пішак · a1 біла тура · g1 біла тура · h1 білий король | a8 чорна тура · g8 чорний король · a7 чорний пішак · b7 чорний пішак · c7 чорний пішак · d7 чорний слон · f7 чорна тура · g7 чорний пішак · h7 чорний пішак · b6 чорний слон · d6 чорний пішак · d5 білий пішак · h5 чорний ферзь · e4 білий кінь · c3 білий ферзь · f3 білий пішак · a2 білий пішак · b2 білий слон · f2 білий пішак · h2 білий пішак · a1 біла тура · g1 біла тура · h1 білий король | a8 чорна тура · g8 чорний король · a7 чорний пішак · b7 чорний пішак · c7 чорний пішак · d7 чорний слон · f7 чорна тура · g7 чорний пішак · h7 чорний пішак · b6 чорний слон · d6 чорний пішак · d5 білий пішак · h5 чорний ферзь · e4 білий кінь · c3 білий ферзь · f3 білий пішак · a2 білий пішак · b2 білий слон · f2 білий пішак · h2 білий пішак · a1 біла тура · g1 біла тура · h1 білий король | 7 |
| 6 | a8 чорна тура · g8 чорний король · a7 чорний пішак · b7 чорний пішак · c7 чорний пішак · d7 чорний слон · f7 чорна тура · g7 чорний пішак · h7 чорний пішак · b6 чорний слон · d6 чорний пішак · d5 білий пішак · h5 чорний ферзь · e4 білий кінь · c3 білий ферзь · f3 білий пішак · a2 білий пішак · b2 білий слон · f2 білий пішак · h2 білий пішак · a1 біла тура · g1 біла тура · h1 білий король | a8 чорна тура · g8 чорний король · a7 чорний пішак · b7 чорний пішак · c7 чорний пішак · d7 чорний слон · f7 чорна тура · g7 чорний пішак · h7 чорний пішак · b6 чорний слон · d6 чорний пішак · d5 білий пішак · h5 чорний ферзь · e4 білий кінь · c3 білий ферзь · f3 білий пішак · a2 білий пішак · b2 білий слон · f2 білий пішак · h2 білий пішак · a1 біла тура · g1 біла тура · h1 білий король | a8 чорна тура · g8 чорний король · a7 чорний пішак · b7 чорний пішак · c7 чорний пішак · d7 чорний слон · f7 чорна тура · g7 чорний пішак · h7 чорний пішак · b6 чорний слон · d6 чорний пішак · d5 білий пішак · h5 чорний ферзь · e4 білий кінь · c3 білий ферзь · f3 білий пішак · a2 білий пішак · b2 білий слон · f2 білий пішак · h2 білий пішак · a1 біла тура · g1 біла тура · h1 білий король | a8 чорна тура · g8 чорний король · a7 чорний пішак · b7 чорний пішак · c7 чорний пішак · d7 чорний слон · f7 чорна тура · g7 чорний пішак · h7 чорний пішак · b6 чорний слон · d6 чорний пішак · d5 білий пішак · h5 чорний ферзь · e4 білий кінь · c3 білий ферзь · f3 білий пішак · a2 білий пішак · b2 білий слон · f2 білий пішак · h2 білий пішак · a1 біла тура · g1 біла тура · h1 білий король | a8 чорна тура · g8 чорний король · a7 чорний пішак · b7 чорний пішак · c7 чорний пішак · d7 чорний слон · f7 чорна тура · g7 чорний пішак · h7 чорний пішак · b6 чорний слон · d6 чорний пішак · d5 білий пішак · h5 чорний ферзь · e4 білий кінь · c3 білий ферзь · f3 білий пішак · a2 білий пішак · b2 білий слон · f2 білий пішак · h2 білий пішак · a1 біла тура · g1 біла тура · h1 білий король | a8 чорна тура · g8 чорний король · a7 чорний пішак · b7 чорний пішак · c7 чорний пішак · d7 чорний слон · f7 чорна тура · g7 чорний пішак · h7 чорний пішак · b6 чорний слон · d6 чорний пішак · d5 білий пішак · h5 чорний ферзь · e4 білий кінь · c3 білий ферзь · f3 білий пішак · a2 білий пішак · b2 білий слон · f2 білий пішак · h2 білий пішак · a1 біла тура · g1 біла тура · h1 білий король | a8 чорна тура · g8 чорний король · a7 чорний пішак · b7 чорний пішак · c7 чорний пішак · d7 чорний слон · f7 чорна тура · g7 чорний пішак · h7 чорний пішак · b6 чорний слон · d6 чорний пішак · d5 білий пішак · h5 чорний ферзь · e4 білий кінь · c3 білий ферзь · f3 білий пішак · a2 білий пішак · b2 білий слон · f2 білий пішак · h2 білий пішак · a1 біла тура · g1 біла тура · h1 білий король | a8 чорна тура · g8 чорний король · a7 чорний пішак · b7 чорний пішак · c7 чорний пішак · d7 чорний слон · f7 чорна тура · g7 чорний пішак · h7 чорний пішак · b6 чорний слон · d6 чорний пішак · d5 білий пішак · h5 чорний ферзь · e4 білий кінь · c3 білий ферзь · f3 білий пішак · a2 білий пішак · b2 білий слон · f2 білий пішак · h2 білий пішак · a1 біла тура · g1 біла тура · h1 білий король | 6 |
| 5 | a8 чорна тура · g8 чорний король · a7 чорний пішак · b7 чорний пішак · c7 чорний пішак · d7 чорний слон · f7 чорна тура · g7 чорний пішак · h7 чорний пішак · b6 чорний слон · d6 чорний пішак · d5 білий пішак · h5 чорний ферзь · e4 білий кінь · c3 білий ферзь · f3 білий пішак · a2 білий пішак · b2 білий слон · f2 білий пішак · h2 білий пішак · a1 біла тура · g1 біла тура · h1 білий король | a8 чорна тура · g8 чорний король · a7 чорний пішак · b7 чорний пішак · c7 чорний пішак · d7 чорний слон · f7 чорна тура · g7 чорний пішак · h7 чорний пішак · b6 чорний слон · d6 чорний пішак · d5 білий пішак · h5 чорний ферзь · e4 білий кінь · c3 білий ферзь · f3 білий пішак · a2 білий пішак · b2 білий слон · f2 білий пішак · h2 білий пішак · a1 біла тура · g1 біла тура · h1 білий король | a8 чорна тура · g8 чорний король · a7 чорний пішак · b7 чорний пішак · c7 чорний пішак · d7 чорний слон · f7 чорна тура · g7 чорний пішак · h7 чорний пішак · b6 чорний слон · d6 чорний пішак · d5 білий пішак · h5 чорний ферзь · e4 білий кінь · c3 білий ферзь · f3 білий пішак · a2 білий пішак · b2 білий слон · f2 білий пішак · h2 білий пішак · a1 біла тура · g1 біла тура · h1 білий король | a8 чорна тура · g8 чорний король · a7 чорний пішак · b7 чорний пішак · c7 чорний пішак · d7 чорний слон · f7 чорна тура · g7 чорний пішак · h7 чорний пішак · b6 чорний слон · d6 чорний пішак · d5 білий пішак · h5 чорний ферзь · e4 білий кінь · c3 білий ферзь · f3 білий пішак · a2 білий пішак · b2 білий слон · f2 білий пішак · h2 білий пішак · a1 біла тура · g1 біла тура · h1 білий король | a8 чорна тура · g8 чорний король · a7 чорний пішак · b7 чорний пішак · c7 чорний пішак · d7 чорний слон · f7 чорна тура · g7 чорний пішак · h7 чорний пішак · b6 чорний слон · d6 чорний пішак · d5 білий пішак · h5 чорний ферзь · e4 білий кінь · c3 білий ферзь · f3 білий пішак · a2 білий пішак · b2 білий слон · f2 білий пішак · h2 білий пішак · a1 біла тура · g1 біла тура · h1 білий король | a8 чорна тура · g8 чорний король · a7 чорний пішак · b7 чорний пішак · c7 чорний пішак · d7 чорний слон · f7 чорна тура · g7 чорний пішак · h7 чорний пішак · b6 чорний слон · d6 чорний пішак · d5 білий пішак · h5 чорний ферзь · e4 білий кінь · c3 білий ферзь · f3 білий пішак · a2 білий пішак · b2 білий слон · f2 білий пішак · h2 білий пішак · a1 біла тура · g1 біла тура · h1 білий король | a8 чорна тура · g8 чорний король · a7 чорний пішак · b7 чорний пішак · c7 чорний пішак · d7 чорний слон · f7 чорна тура · g7 чорний пішак · h7 чорний пішак · b6 чорний слон · d6 чорний пішак · d5 білий пішак · h5 чорний ферзь · e4 білий кінь · c3 білий ферзь · f3 білий пішак · a2 білий пішак · b2 білий слон · f2 білий пішак · h2 білий пішак · a1 біла тура · g1 біла тура · h1 білий король | a8 чорна тура · g8 чорний король · a7 чорний пішак · b7 чорний пішак · c7 чорний пішак · d7 чорний слон · f7 чорна тура · g7 чорний пішак · h7 чорний пішак · b6 чорний слон · d6 чорний пішак · d5 білий пішак · h5 чорний ферзь · e4 білий кінь · c3 білий ферзь · f3 білий пішак · a2 білий пішак · b2 білий слон · f2 білий пішак · h2 білий пішак · a1 біла тура · g1 біла тура · h1 білий король | 5 |
| 4 | a8 чорна тура · g8 чорний король · a7 чорний пішак · b7 чорний пішак · c7 чорний пішак · d7 чорний слон · f7 чорна тура · g7 чорний пішак · h7 чорний пішак · b6 чорний слон · d6 чорний пішак · d5 білий пішак · h5 чорний ферзь · e4 білий кінь · c3 білий ферзь · f3 білий пішак · a2 білий пішак · b2 білий слон · f2 білий пішак · h2 білий пішак · a1 біла тура · g1 біла тура · h1 білий король | a8 чорна тура · g8 чорний король · a7 чорний пішак · b7 чорний пішак · c7 чорний пішак · d7 чорний слон · f7 чорна тура · g7 чорний пішак · h7 чорний пішак · b6 чорний слон · d6 чорний пішак · d5 білий пішак · h5 чорний ферзь · e4 білий кінь · c3 білий ферзь · f3 білий пішак · a2 білий пішак · b2 білий слон · f2 білий пішак · h2 білий пішак · a1 біла тура · g1 біла тура · h1 білий король | a8 чорна тура · g8 чорний король · a7 чорний пішак · b7 чорний пішак · c7 чорний пішак · d7 чорний слон · f7 чорна тура · g7 чорний пішак · h7 чорний пішак · b6 чорний слон · d6 чорний пішак · d5 білий пішак · h5 чорний ферзь · e4 білий кінь · c3 білий ферзь · f3 білий пішак · a2 білий пішак · b2 білий слон · f2 білий пішак · h2 білий пішак · a1 біла тура · g1 біла тура · h1 білий король | a8 чорна тура · g8 чорний король · a7 чорний пішак · b7 чорний пішак · c7 чорний пішак · d7 чорний слон · f7 чорна тура · g7 чорний пішак · h7 чорний пішак · b6 чорний слон · d6 чорний пішак · d5 білий пішак · h5 чорний ферзь · e4 білий кінь · c3 білий ферзь · f3 білий пішак · a2 білий пішак · b2 білий слон · f2 білий пішак · h2 білий пішак · a1 біла тура · g1 біла тура · h1 білий король | a8 чорна тура · g8 чорний король · a7 чорний пішак · b7 чорний пішак · c7 чорний пішак · d7 чорний слон · f7 чорна тура · g7 чорний пішак · h7 чорний пішак · b6 чорний слон · d6 чорний пішак · d5 білий пішак · h5 чорний ферзь · e4 білий кінь · c3 білий ферзь · f3 білий пішак · a2 білий пішак · b2 білий слон · f2 білий пішак · h2 білий пішак · a1 біла тура · g1 біла тура · h1 білий король | a8 чорна тура · g8 чорний король · a7 чорний пішак · b7 чорний пішак · c7 чорний пішак · d7 чорний слон · f7 чорна тура · g7 чорний пішак · h7 чорний пішак · b6 чорний слон · d6 чорний пішак · d5 білий пішак · h5 чорний ферзь · e4 білий кінь · c3 білий ферзь · f3 білий пішак · a2 білий пішак · b2 білий слон · f2 білий пішак · h2 білий пішак · a1 біла тура · g1 біла тура · h1 білий король | a8 чорна тура · g8 чорний король · a7 чорний пішак · b7 чорний пішак · c7 чорний пішак · d7 чорний слон · f7 чорна тура · g7 чорний пішак · h7 чорний пішак · b6 чорний слон · d6 чорний пішак · d5 білий пішак · h5 чорний ферзь · e4 білий кінь · c3 білий ферзь · f3 білий пішак · a2 білий пішак · b2 білий слон · f2 білий пішак · h2 білий пішак · a1 біла тура · g1 біла тура · h1 білий король | a8 чорна тура · g8 чорний король · a7 чорний пішак · b7 чорний пішак · c7 чорний пішак · d7 чорний слон · f7 чорна тура · g7 чорний пішак · h7 чорний пішак · b6 чорний слон · d6 чорний пішак · d5 білий пішак · h5 чорний ферзь · e4 білий кінь · c3 білий ферзь · f3 білий пішак · a2 білий пішак · b2 білий слон · f2 білий пішак · h2 білий пішак · a1 біла тура · g1 біла тура · h1 білий король | 4 |
| 3 | a8 чорна тура · g8 чорний король · a7 чорний пішак · b7 чорний пішак · c7 чорний пішак · d7 чорний слон · f7 чорна тура · g7 чорний пішак · h7 чорний пішак · b6 чорний слон · d6 чорний пішак · d5 білий пішак · h5 чорний ферзь · e4 білий кінь · c3 білий ферзь · f3 білий пішак · a2 білий пішак · b2 білий слон · f2 білий пішак · h2 білий пішак · a1 біла тура · g1 біла тура · h1 білий король | a8 чорна тура · g8 чорний король · a7 чорний пішак · b7 чорний пішак · c7 чорний пішак · d7 чорний слон · f7 чорна тура · g7 чорний пішак · h7 чорний пішак · b6 чорний слон · d6 чорний пішак · d5 білий пішак · h5 чорний ферзь · e4 білий кінь · c3 білий ферзь · f3 білий пішак · a2 білий пішак · b2 білий слон · f2 білий пішак · h2 білий пішак · a1 біла тура · g1 біла тура · h1 білий король | a8 чорна тура · g8 чорний король · a7 чорний пішак · b7 чорний пішак · c7 чорний пішак · d7 чорний слон · f7 чорна тура · g7 чорний пішак · h7 чорний пішак · b6 чорний слон · d6 чорний пішак · d5 білий пішак · h5 чорний ферзь · e4 білий кінь · c3 білий ферзь · f3 білий пішак · a2 білий пішак · b2 білий слон · f2 білий пішак · h2 білий пішак · a1 біла тура · g1 біла тура · h1 білий король | a8 чорна тура · g8 чорний король · a7 чорний пішак · b7 чорний пішак · c7 чорний пішак · d7 чорний слон · f7 чорна тура · g7 чорний пішак · h7 чорний пішак · b6 чорний слон · d6 чорний пішак · d5 білий пішак · h5 чорний ферзь · e4 білий кінь · c3 білий ферзь · f3 білий пішак · a2 білий пішак · b2 білий слон · f2 білий пішак · h2 білий пішак · a1 біла тура · g1 біла тура · h1 білий король | a8 чорна тура · g8 чорний король · a7 чорний пішак · b7 чорний пішак · c7 чорний пішак · d7 чорний слон · f7 чорна тура · g7 чорний пішак · h7 чорний пішак · b6 чорний слон · d6 чорний пішак · d5 білий пішак · h5 чорний ферзь · e4 білий кінь · c3 білий ферзь · f3 білий пішак · a2 білий пішак · b2 білий слон · f2 білий пішак · h2 білий пішак · a1 біла тура · g1 біла тура · h1 білий король | a8 чорна тура · g8 чорний король · a7 чорний пішак · b7 чорний пішак · c7 чорний пішак · d7 чорний слон · f7 чорна тура · g7 чорний пішак · h7 чорний пішак · b6 чорний слон · d6 чорний пішак · d5 білий пішак · h5 чорний ферзь · e4 білий кінь · c3 білий ферзь · f3 білий пішак · a2 білий пішак · b2 білий слон · f2 білий пішак · h2 білий пішак · a1 біла тура · g1 біла тура · h1 білий король | a8 чорна тура · g8 чорний король · a7 чорний пішак · b7 чорний пішак · c7 чорний пішак · d7 чорний слон · f7 чорна тура · g7 чорний пішак · h7 чорний пішак · b6 чорний слон · d6 чорний пішак · d5 білий пішак · h5 чорний ферзь · e4 білий кінь · c3 білий ферзь · f3 білий пішак · a2 білий пішак · b2 білий слон · f2 білий пішак · h2 білий пішак · a1 біла тура · g1 біла тура · h1 білий король | a8 чорна тура · g8 чорний король · a7 чорний пішак · b7 чорний пішак · c7 чорний пішак · d7 чорний слон · f7 чорна тура · g7 чорний пішак · h7 чорний пішак · b6 чорний слон · d6 чорний пішак · d5 білий пішак · h5 чорний ферзь · e4 білий кінь · c3 білий ферзь · f3 білий пішак · a2 білий пішак · b2 білий слон · f2 білий пішак · h2 білий пішак · a1 біла тура · g1 біла тура · h1 білий король | 3 |
| 2 | a8 чорна тура · g8 чорний король · a7 чорний пішак · b7 чорний пішак · c7 чорний пішак · d7 чорний слон · f7 чорна тура · g7 чорний пішак · h7 чорний пішак · b6 чорний слон · d6 чорний пішак · d5 білий пішак · h5 чорний ферзь · e4 білий кінь · c3 білий ферзь · f3 білий пішак · a2 білий пішак · b2 білий слон · f2 білий пішак · h2 білий пішак · a1 біла тура · g1 біла тура · h1 білий король | a8 чорна тура · g8 чорний король · a7 чорний пішак · b7 чорний пішак · c7 чорний пішак · d7 чорний слон · f7 чорна тура · g7 чорний пішак · h7 чорний пішак · b6 чорний слон · d6 чорний пішак · d5 білий пішак · h5 чорний ферзь · e4 білий кінь · c3 білий ферзь · f3 білий пішак · a2 білий пішак · b2 білий слон · f2 білий пішак · h2 білий пішак · a1 біла тура · g1 біла тура · h1 білий король | a8 чорна тура · g8 чорний король · a7 чорний пішак · b7 чорний пішак · c7 чорний пішак · d7 чорний слон · f7 чорна тура · g7 чорний пішак · h7 чорний пішак · b6 чорний слон · d6 чорний пішак · d5 білий пішак · h5 чорний ферзь · e4 білий кінь · c3 білий ферзь · f3 білий пішак · a2 білий пішак · b2 білий слон · f2 білий пішак · h2 білий пішак · a1 біла тура · g1 біла тура · h1 білий король | a8 чорна тура · g8 чорний король · a7 чорний пішак · b7 чорний пішак · c7 чорний пішак · d7 чорний слон · f7 чорна тура · g7 чорний пішак · h7 чорний пішак · b6 чорний слон · d6 чорний пішак · d5 білий пішак · h5 чорний ферзь · e4 білий кінь · c3 білий ферзь · f3 білий пішак · a2 білий пішак · b2 білий слон · f2 білий пішак · h2 білий пішак · a1 біла тура · g1 біла тура · h1 білий король | a8 чорна тура · g8 чорний король · a7 чорний пішак · b7 чорний пішак · c7 чорний пішак · d7 чорний слон · f7 чорна тура · g7 чорний пішак · h7 чорний пішак · b6 чорний слон · d6 чорний пішак · d5 білий пішак · h5 чорний ферзь · e4 білий кінь · c3 білий ферзь · f3 білий пішак · a2 білий пішак · b2 білий слон · f2 білий пішак · h2 білий пішак · a1 біла тура · g1 біла тура · h1 білий король | a8 чорна тура · g8 чорний король · a7 чорний пішак · b7 чорний пішак · c7 чорний пішак · d7 чорний слон · f7 чорна тура · g7 чорний пішак · h7 чорний пішак · b6 чорний слон · d6 чорний пішак · d5 білий пішак · h5 чорний ферзь · e4 білий кінь · c3 білий ферзь · f3 білий пішак · a2 білий пішак · b2 білий слон · f2 білий пішак · h2 білий пішак · a1 біла тура · g1 біла тура · h1 білий король | a8 чорна тура · g8 чорний король · a7 чорний пішак · b7 чорний пішак · c7 чорний пішак · d7 чорний слон · f7 чорна тура · g7 чорний пішак · h7 чорний пішак · b6 чорний слон · d6 чорний пішак · d5 білий пішак · h5 чорний ферзь · e4 білий кінь · c3 білий ферзь · f3 білий пішак · a2 білий пішак · b2 білий слон · f2 білий пішак · h2 білий пішак · a1 біла тура · g1 біла тура · h1 білий король | a8 чорна тура · g8 чорний король · a7 чорний пішак · b7 чорний пішак · c7 чорний пішак · d7 чорний слон · f7 чорна тура · g7 чорний пішак · h7 чорний пішак · b6 чорний слон · d6 чорний пішак · d5 білий пішак · h5 чорний ферзь · e4 білий кінь · c3 білий ферзь · f3 білий пішак · a2 білий пішак · b2 білий слон · f2 білий пішак · h2 білий пішак · a1 біла тура · g1 біла тура · h1 білий король | 2 |
| 1 | a8 чорна тура · g8 чорний король · a7 чорний пішак · b7 чорний пішак · c7 чорний пішак · d7 чорний слон · f7 чорна тура · g7 чорний пішак · h7 чорний пішак · b6 чорний слон · d6 чорний пішак · d5 білий пішак · h5 чорний ферзь · e4 білий кінь · c3 білий ферзь · f3 білий пішак · a2 білий пішак · b2 білий слон · f2 білий пішак · h2 білий пішак · a1 біла тура · g1 біла тура · h1 білий король | a8 чорна тура · g8 чорний король · a7 чорний пішак · b7 чорний пішак · c7 чорний пішак · d7 чорний слон · f7 чорна тура · g7 чорний пішак · h7 чорний пішак · b6 чорний слон · d6 чорний пішак · d5 білий пішак · h5 чорний ферзь · e4 білий кінь · c3 білий ферзь · f3 білий пішак · a2 білий пішак · b2 білий слон · f2 білий пішак · h2 білий пішак · a1 біла тура · g1 біла тура · h1 білий король | a8 чорна тура · g8 чорний король · a7 чорний пішак · b7 чорний пішак · c7 чорний пішак · d7 чорний слон · f7 чорна тура · g7 чорний пішак · h7 чорний пішак · b6 чорний слон · d6 чорний пішак · d5 білий пішак · h5 чорний ферзь · e4 білий кінь · c3 білий ферзь · f3 білий пішак · a2 білий пішак · b2 білий слон · f2 білий пішак · h2 білий пішак · a1 біла тура · g1 біла тура · h1 білий король | a8 чорна тура · g8 чорний король · a7 чорний пішак · b7 чорний пішак · c7 чорний пішак · d7 чорний слон · f7 чорна тура · g7 чорний пішак · h7 чорний пішак · b6 чорний слон · d6 чорний пішак · d5 білий пішак · h5 чорний ферзь · e4 білий кінь · c3 білий ферзь · f3 білий пішак · a2 білий пішак · b2 білий слон · f2 білий пішак · h2 білий пішак · a1 біла тура · g1 біла тура · h1 білий король | a8 чорна тура · g8 чорний король · a7 чорний пішак · b7 чорний пішак · c7 чорний пішак · d7 чорний слон · f7 чорна тура · g7 чорний пішак · h7 чорний пішак · b6 чорний слон · d6 чорний пішак · d5 білий пішак · h5 чорний ферзь · e4 білий кінь · c3 білий ферзь · f3 білий пішак · a2 білий пішак · b2 білий слон · f2 білий пішак · h2 білий пішак · a1 біла тура · g1 біла тура · h1 білий король | a8 чорна тура · g8 чорний король · a7 чорний пішак · b7 чорний пішак · c7 чорний пішак · d7 чорний слон · f7 чорна тура · g7 чорний пішак · h7 чорний пішак · b6 чорний слон · d6 чорний пішак · d5 білий пішак · h5 чорний ферзь · e4 білий кінь · c3 білий ферзь · f3 білий пішак · a2 білий пішак · b2 білий слон · f2 білий пішак · h2 білий пішак · a1 біла тура · g1 біла тура · h1 білий король | a8 чорна тура · g8 чорний король · a7 чорний пішак · b7 чорний пішак · c7 чорний пішак · d7 чорний слон · f7 чорна тура · g7 чорний пішак · h7 чорний пішак · b6 чорний слон · d6 чорний пішак · d5 білий пішак · h5 чорний ферзь · e4 білий кінь · c3 білий ферзь · f3 білий пішак · a2 білий пішак · b2 білий слон · f2 білий пішак · h2 білий пішак · a1 біла тура · g1 біла тура · h1 білий король | a8 чорна тура · g8 чорний король · a7 чорний пішак · b7 чорний пішак · c7 чорний пішак · d7 чорний слон · f7 чорна тура · g7 чорний пішак · h7 чорний пішак · b6 чорний слон · d6 чорний пішак · d5 білий пішак · h5 чорний ферзь · e4 білий кінь · c3 білий ферзь · f3 білий пішак · a2 білий пішак · b2 білий слон · f2 білий пішак · h2 білий пішак · a1 біла тура · g1 біла тура · h1 білий король | 1 |
|   | a | b | c | d | e | f | g | h |   |

1. ... Сd4! 
 2.Ф:d4 Ф:f3+ 
 3.Тg2 Сh3 
 4.Тg1 Тe8 
 5.Фc3 С:g2+ 
 6.Т:g2 Т:e4 
 7. Ф:f3 Тe1+ 0:1